# Jan-Jacob van Turnhout
Œuvres principales
- Il primo libro de madrigali (1589)
- Sacrarum cantionum […] liber primus (1594)

Jan-Jacob van Turnhout, aussi Jean Jacques de Turnhout ou Jacobs, né vers 1545 et mort après 1618, est un compositeur franco-flamand.

## Biographie
Jan-Jacob serait le frère cadet de Gerardus van Turnhout.  Le nom de famille, « Jacques », donna lieu à la formation de prénoms chrétiens alternatifs : Jean-Jacques ou Jan-Jacob.  Le 9 août 1577, « Jean » est mentionné pour la première fois comme étant le nouveau maître de chapelle de la cathédrale Saint-Rombaut de Malines.  À cette époque, il est désigné comme natif de Bruxelles.  Vers 1580, pendant les troubles religieux, il perdit son poste.  Vers 1586, il obtint un poste similaire, qu'il occupera jusqu'à sa mort, auprès d'Alexandre Farnèse, gouverneur des Pays-Bas, à Bruxelles.  En 1594, il lui fut payé 50 livres pour une messe en l'honneur de l'entrée solennelle de l'archiduc Ernest d'Autriche à Anvers.  En 1594 et en 1596, pour l'éducation de six enfants de chœur dont il était responsable, il demanda des fonds supplémentaires, qui lui furent accordés.  Lors des cérémonies funéraires pour l'archiduchesse Marguerite d'Autriche en 1611, lui et Géry de Ghersem se partagèrent les tâches de maître de chapelle. Son nom apparaît pour la dernière fois dans le registre de la chapelle en 1618.

## Œuvre

### Remarques générales
Jan-Jacob publia les recueils Il primo libro de madrigali (Le Premier Livre de madrigaux) et Sacrarum cantionum (Chants sacrés).  Deux madrigaux et une chanson sur des paroles en néerlandais furent insérés dans d'autres sources.  La chanson Gij meijskens die vander comenscap sijt (Vous fillettes qui êtes dans l'attente) fut publiée en 1572 par les éditeurs Phalesius et Bellerus, à Louvain et à Anvers, dans une anthologie de chansons néerlandaises de différents auteurs : le Duijtsch musijck boeck (littéralement : le Livre de musique néerlandaise).

### Œuvres
- (nl) une chanson néerlandaise, à quatre voix, (Louvain, 1572/11, éd. dans UVNM, XXVI, 1903).
- (it) Il primo libro de madrigali, à six voix (Anvers, 1589).
- (la) Sacrarum cantionum […] liber primus, à cinq, six et huit voix (Douai, 1594).
- (it) deux madrigaux, à six voix (1591/10, 1609/14).

## Sources et références
- (nl) Bonda, Jan-Willem.  De meerstemmige Nederlandse liederen van de vijftiende en zestiende eeuw, Hilversum, Verloren, 1996, p. 146, 501, 543  (ISBN 90-6550-545-8).
- (fr) Burbure, Louis de.  « Le nom de famille de Jean de Turnhout, compositeur de musique du XVIe siècle », Bulletin de l'Académie royale des sciences, des lettres et des beaux-arts de Belgique, 2e ser., XLVI, 1878, p. 938-941.
- (fr) Doorslaer (van), Georges.  « Jean van Turnhout, compositeur, maître de chapelle à Malines et à Bruxelles (1545?-après 1618) », Musica sacra, Bruges, XLII, 1935, p. 218-248.
- (nl) Spiessens, Godelieve.  Familiebanden van de componisten Geert en Jan van Turnhout (16de en 17de eeuw), Musica antiqua [ Peer, Flandre ], IV, 1987, p. 58-59.
- (en) Wagner, Lavern John.  « Turnhout, Jan van [Jean de] », in : The New Grove Dictionary of Music and Musicians, Londres, 2001, XXV.